# 大河沿子河

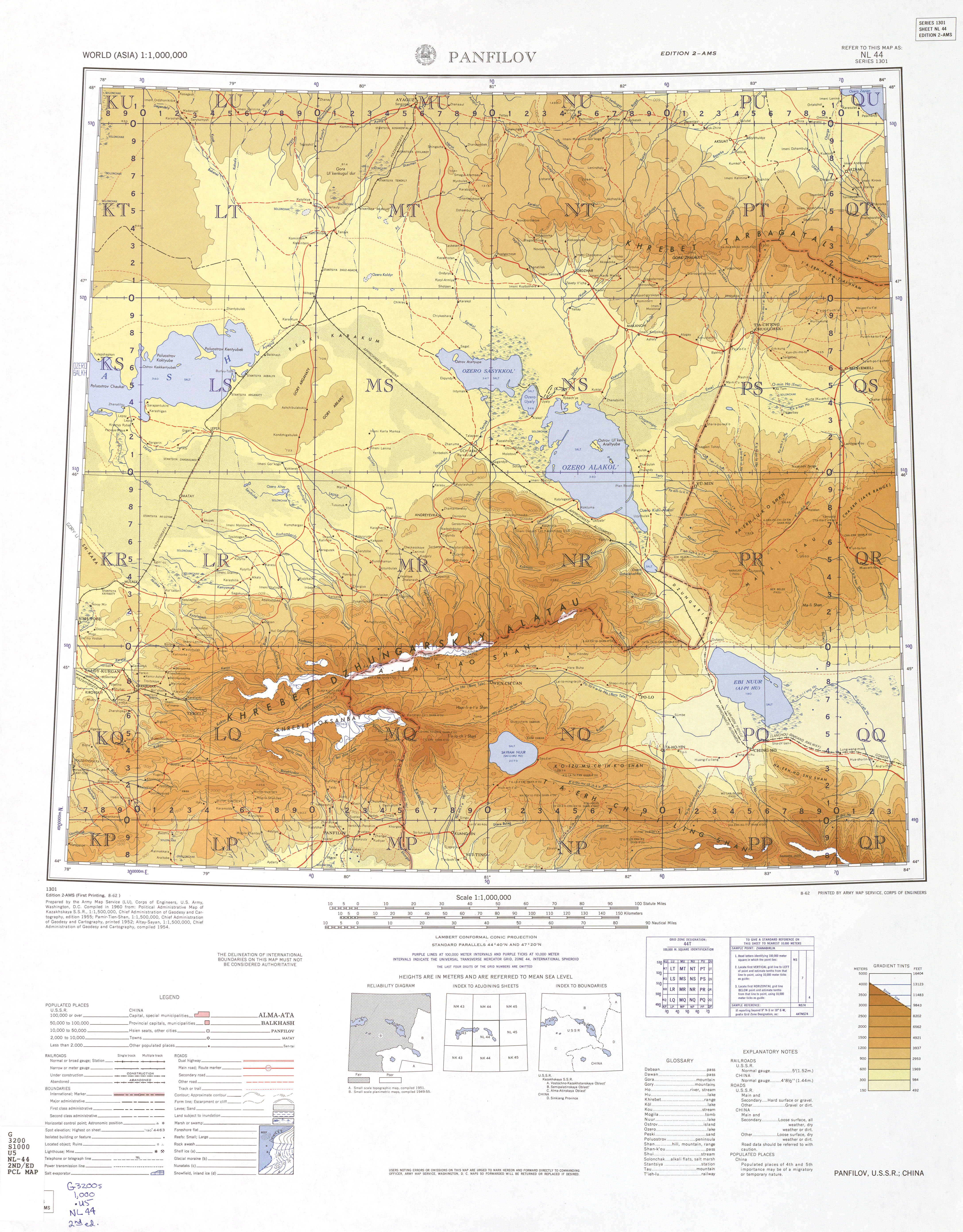
包含博尔塔拉州的地图，上游库松木切克河（K'o tzu mu ch'ih k'o Ho）位于图中下方。

大河沿子河流经中华人民共和国新疆维吾尔自治区博尔塔拉蒙古自治州博乐市、精河县和双河市等地区的一条河流，是博尔塔拉河右岸支流，上游称库松木切克河或呼苏木齐格郭勒，发源于博乐市南部科古琴山与库松木切克山两山交汇处，干流沿着两山之间的峡谷自西向东流进入精河县境内，之后转向北流出山口，山口处建有沙尔托海水库，出库后向北穿越312国道后转西北流，经大河沿子镇，于阿合其农场以西转东北流，最后作为精河县与双河市之间的界河于新疆生产建设兵团第五师八十六团七连（双河市博河镇）以东约2千米处汇入博尔塔拉河。河长90千米，山口以上流域面积1697平方千米，年均径流量约1.404亿立方米。